# 21557 Daniellitt
21557 Daniellitt è un asteroide della fascia principale. Scoperto nel 1998, presenta un'orbita caratterizzata da un semiasse maggiore pari a 3,0027897 UA e da un'eccentricità di 0,0651767, inclinata di 8,74290° rispetto all'eclittica.